# Charles Émile Picard
Charles Émile Picard (Paris, 24 de julho de 1856 — Paris, 11 de dezembro de 1941) foi um matemático francês. Picard fez significativas contribuições nas áreas de equações diferenciais e variáveis complexas.

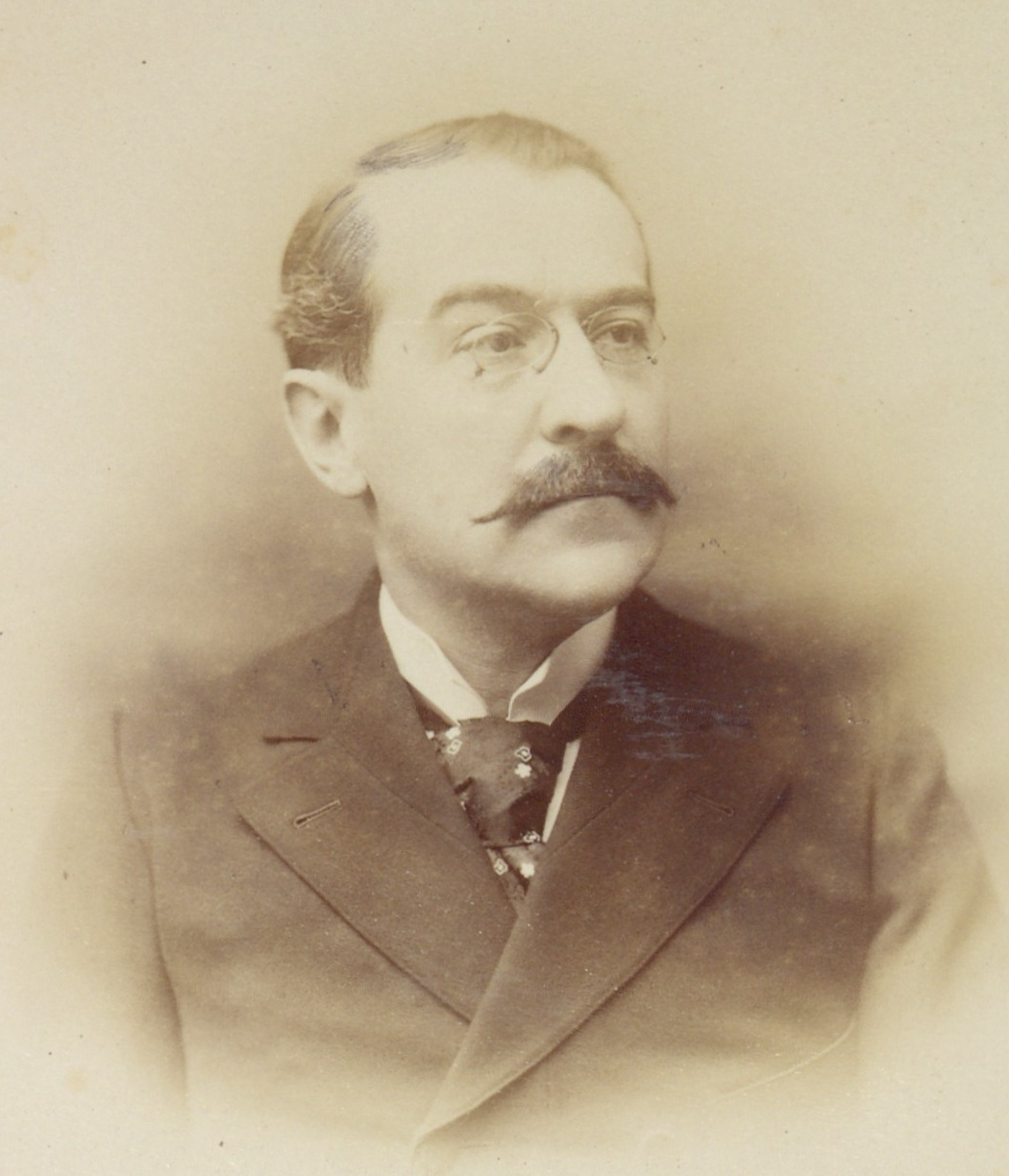
Émile Picard

## Obras
- Traité d'analyse 3 volumes, Éditions Jacques Gabay, Sceaux, 1991 (publicados originalmente de 1891 a 1896).